# Doctor Jones
Doctor Jones è un singolo del gruppo musicale bubblegum pop Aqua, pubblicato l'8 dicembre 1997 dall'etichetta discografica Universal e nel 1998 negli Stati Uniti.
Il brano è stato scritto da Søren Rasted, Claus Norreen, René Dif e Anders Øland e prodotto da Rasted, Norreen, Johnny Jam e Delgado ed è stato estratto come singolo dall'album di debutto del gruppo, Aquarium.
Il singolo, uscito immediatamente dopo il grande successo di Barbie Girl, ha ottenuto un ottimo riscontro sul piano commerciale.
La canzone rappresenta una storia d'amore impossibile fra una ragazza e il suo Doctor Jones.

## Video
Il video musicale fa intendere che la canzone si basa sul personaggio di Indiana Jones dell'omonima serie di film, con René Dif che interpreta Jones e salva i compagni della sua band da una stereotipata tribù Voodoo. Il logo del titolo è scritto in una forma simile a quella del logo di Indiana Jones. È presente inoltre una scena che mostra il percorso di volo di un aereo su una mappa, che viene utilizzato nella serie di film. Il verso "Dr. Jones, wake up now" può essere un riferimento a Indiana Jones e il tempio maledetto dove Short Round implora Indiana Jones di "svegliarsi" dopo essere stato incantato dai seguaci di Kālī Ma, oppure alla scena sull'aereo dello stesso film in cui Willie Scott dice "Calling Dr. Jones, wake up!".
Il video è uno dei cinque video degli Aqua diretti da Peder Pedersen, che in seguito ha citato nuovamente i film di Indiana Jones nel suo cortometraggio animato in computer grafica Lego Indiana Jones and the Raiders of the Lost Brick (2008).

## Tracce
CD-Maxi (Universal UMD 80447 / EAN 0602438044726)
1. Doctor Jones (Radio Track) – 3:23
2. Doctor Jones (Extended Mix) – 5:11
3. Doctor Jones (Adrenalin Club Mix) – 6:25
4. Doctor Jones (Molella And Phil Jay Mix) – 5:25
5. Doctor Jones (MPJ Speed Dub) – 5:36
6. Doctor Jones (Antiloop Club Mix) – 10:00
7. Doctor Jones (D-Bop's Prescription Mix) – 8:02

## Classifiche

### Classifiche settimanali
| Classifiche (1997-98) | Posizione massima |
| --------------------- | ----------------- |
| Australia             | 1                 |
| Austria               | 8                 |
| Belgio (Fiandre)      | 3                 |
| Belgio (Vallonia)     | 5                 |
| Finlandia             | 6                 |
| Germania              | 7                 |
| Italia                | 1                 |
| Nuova Zelanda         | 2                 |
| Paesi Bassi           | 3                 |
| Regno Unito           | 1                 |
| Svezia                | 2                 |
| Svizzera              | 11                |

### Classifiche di fine anno
| Classifica (1997) | Posizione |
| ----------------- | --------- |
| Australia         | 14        |
| Belgio (Fiandre)  | 64        |
| Paesi Bassi       | 35        |
| Svezia            | 14        |
| Classifica (1998) | Posizione |
| Australia         | 20        |
| Belgio (Fiandre)  | 52        |
| Belgio (Vallonia) | 28        |
| Germania          | 36        |
| Paesi Bassi       | 60        |